# Andrea Garrote
Andrea Silvia Garrote (Villa Devoto, Buenos Aires; 4 de abril de 1972) es una actriz, directora de teatro y dramaturga argentina. Es docente en la Universidad Nacional de las Artes.

## Biografía
Andrea Garrote nació el 4 de abril de 1972 en el barrio de Villa Devoto en Buenos Aires. Inició su formación como actriz estudiando en talleres dictados por Alberto Sava y Ricardo Bartis, y estudió escritura de textos con José Sanchís Sinisterra. Luego, se recibió como actriz y dramaturga en la Escuela Municipal de Arte Dramático. En paralelo, cursó la carrera de licenciatura en letras en la Universidad de Buenos Aires, pero la abandonó para dedicarse a la actuación y la redacción de guiones de obra teatrales.

## Carrera profesional
En 1994, a la edad de 23 años, Garrote comenzó su carrera como actriz y dramaturga cuando conoció a Rafael Spregelburd en las clases de teatro impartidas por Ricardo Bartis y fundaron el grupo El patrón Vázquez. A partir de esto, crearon su primera obra teatral titulada Dos personas diferentes dicen hace buen tiempo, por la cual recibieron un reconocimiento en el Festival Buenos Aires Joven y lograron realizar una gira por varios festivales de teatro en Europa y América Latina. Después, Garrote y Spregelburd crearon, protagonizaron y dirigieron las obra Remanente de invierno (1995), Reconstrucción del hecho (1997) y La extravagancia (1997-1999). En 1999, Garrote se estableció como actriz de teatro cuando protagonizó junto a Mirta Busnelli la obra La modestia, siendo nominada y premiada con varios galardones.

## Filmografía

### Cine
| Año  | Título                              | Papel                    | Notas                  |
| ---- | ----------------------------------- | ------------------------ | ---------------------- |
| 2007 | Días de mucho, vísperas de nada     | Mónica                   |                        |
| 2013 | Matrimonio                          | Andrea                   |                        |
| 2013 | Bomba                               | Mamá de Walter           |                        |
| 2014 | El escarabajo de oro                | Victoria Benedictsson    |                        |
| 2014 | Relatos salvajes                    | Abogada                  | Segmento: Bombita      |
| 2014 | Showroom                            | Diana Peretz             |                        |
| 2014 | El patrón: radiografía de un crimen | Nora                     |                        |
| 2015 | El incendio                         | Tutora                   |                        |
| 2018 | La flor                             | Violeta                  |                        |
| 2018 | Nada de todo esto                   | Dueña de la casa         | Cortometraje           |
| 2019 | La deuda                            | Laura                    |                        |
| 2020 | Angélica                            | Amalia                   |                        |
| 2022 | Trenque Lauquen                     | Alda Bossi               |                        |
| 2023 | El rapto                            | Alicia Levy              | También como guionista |
| 2024 | Las hermanas fantásticas            | Inesita Álvarez Ballesta |                        |
| 2025 | Todas las fuerzas                   | Betina                   |                        |

### Televisión
| Año        | Título                             | Papel            | Notas                    |
| ---------- | ---------------------------------- | ---------------- | ------------------------ |
| 2007       | Mi señora es una espía             | Graciela Sedán   | También como guionista   |
| 2007       | Floresta                           | Clara            | Película para televisión |
| 2011       | Proyecto aluvión                   | Bertinotti       | Episodio: «El pulqui»    |
| 2012       | El donante                         |                  |                          |
| 2012       | Entre horas                        | Paula Cortese    |                          |
| 2012       | Tiempos compulsivos                |                  |                          |
| 2016       | Mucama de vampiros                 | Lidia            |                          |
| 2015       | Variaciones Walsh                  | Isabel           | Episodio: «Cosa juzgada» |
| 2015       | Esperanza mía                      | Graciela         |                          |
| 2017       | Animadores                         | Carolina Huertas | Episodio 8               |
| 2017       | Cuéntame cómo pasó                 | Carmen           |                          |
| 2018       | Psiconautas                        | Irene Schalowitz |                          |
| 2019       | Monzón                             | Marta Quiroga    |                          |
| 2021, 2023 | Días de gallos                     | Ana Garrido      |                          |
| 2022       | María Marta, el crimen del country | Andrea Espinosa  |                          |

## Teatro
| Año        | Título                                         | Papel                       | Lugar                                       |
| ---------- | ---------------------------------------------- | --------------------------- | ------------------------------------------- |
| 1994       | Dos personas diferentes dicen hace buen tiempo |                             | Gira por América Latina y Europa            |
| 1995       | Remanente de invierno                          | Silvita                     | Centro Cultural General San Martín          |
| 1997       | Reconstrucción del hecho                       | Varios                      | Teatro Babilonia                            |
| 1997-1999  | La extravagancia                               | María                       | Gira por España                             |
| 1999-2000  | La modestia                                    | Varios                      | Centro Cultural General San Martín          |
| 2000       | La boca lastimada                              | Anna Freud / Martha Bernays | Centro Cultural General San Martín          |
| 2001       | Los pequeños burgueses                         | Pola                        | Centro Cultural General San Martín          |
| 2002       | La casa de Bernarda Alba                       | Amelia                      | Centro Cultural General San Martín          |
| 2003       | Bizarra                                        |                             | Centro Cultural Ricardo Rojas               |
| 2003-2005  | La estupidez                                   |                             | Portón de Sánchez / Teatro del Pueblo       |
| 2005       | El dorado                                      |                             | Instituto Goethe                            |
| 2007       | Nadar perrito                                  | Ingrid                      | Instituto Goethe                            |
| 2007, 2010 | Buenos Aires                                   | Clara                       | Gira internacional / Teatro de la Comedia   |
| 2007-2008  | La paranoia                                    | Escritora                   | Teatro 25 de Mayo                           |
| 2009-2010  | Niños del limbo                                | Profesora                   | Camarín de las Musas                        |
| 2009-2010  | Todo                                           |                             | Teatro Schaubühne / Teatro Beckett          |
| 2011-2013  | 4D óptico                                      |                             | Teatro Nacional Cervantes / Teatro El Cubo  |
| 2012-2013  | El hijo de puta del sombrero                   | Carolina                    | Teatro Auditorium / Teatro Metropolitan     |
| 2014, 2017 | El fin del arte                                |                             | Fundación ARTEBA / Museo de Arte de Rosario |
| 2014-2015  | Personitas                                     | Adela                       | Espacio Callejón                            |
| 2016-2017  | Pasolini                                       |                             | Centro Cultural General San Martín          |
| 2016-2017  | Tres finales                                   |                             | Teatro de la Ribera                         |
| 2017-2018  | La terquedad                                   | Magda de Aribau             | Teatro Nacional Cervantes                   |
| 2018-2024  | Pundonor                                       | Claudia Pérez Espinosa      | Centro Cultural General San Martín          |
| 2022-2023  | Inferno                                        | Marlene                     | Teatro Astros                               |

| Trabajos como dramaturga - La ropa (1996) - Podrá verse en la nave (1996) - Buen nombre para un cuadro (1998) - El pájaro azul (2002) - La dama o el tigre en los días humillantes (2002) - Siempre tenemos retorno (2006) - Santificarás las fiestas (2008) - Niños del limbo (2009) - El combate de los pozos (2014) - Pundonor (2018) | Trabajos como directora - Un momento argentino (2005) - Siempre tenemos retorno (2006) - Nadar perrito (2007) - Santificarás las fiestas (2008) - Niños de limbo (2009, 2016) - Envidia (2010) - Satánica (2014) - El combate de los pozos (2014) - Pundonor (2018) - Adela duerme serena (2019) - Teoría King Kong (2021) - Una casa llena de agua (2023) - Prima Facie (2024) |

## Premios y nominaciones
| Año  | Premiación                             | Categoría                        | Trabajo                         | Resultado | Ref(s) |
| ---- | -------------------------------------- | -------------------------------- | ------------------------------- | --------- | ------ |
| 1999 | Premios Teatro XXI                     | Mejor actriz                     | La modestia                     | Ganadora  | [ 9 ]  |
| 1999 | Premios María Teresa Costantini        | Mejor actriz                     | La modestia                     | Nominada  | [ 9 ]  |
| 2000 | Premios Teatro del Mundo               | Mejor actriz                     | La modestia                     | Nominada  | [ 9 ]  |
| 2000 | Premios Trinidad Guevara               | Mejor actriz de reparto          | La modestia                     | Ganadora  | [ 10 ] |
| 2003 | Premios Teatro del Mundo               | Actuación femenina               | Bizarra / La estupidez          | Nominada  | [ 11 ] |
| 2003 | Premios Teatro XXI                     | Mejor actriz                     | La estupidez                    | Ganadora  | [ 12 ] |
| 2004 | Premios María Guerrero                 | Mejor actriz                     | La estupidez                    | Nominada  | [ 13 ] |
| 2004 | Premios Trinidad Guevara               | Mejor actriz                     | La estupidez                    | Nominada  | [ 14 ] |
| 2007 | Festival de Cine Argentino de Tandil   | Mejor actriz                     | Días de mucho, vísperas de nada | Ganadora  | [ 15 ] |
| 2009 | Premios Teatro del Mundo               | Mejor autor                      | Niños del limbo                 | Nominada  | [ 16 ] |
| 2009 | Premios Teatro del Mundo               | Mejor dirección                  | Niños del limbo                 | Nominada  | [ 16 ] |
| 2011 | Premios Florencio Sánchez              | Mejor actriz de reparto          | Todo                            | Nominada  | [ 17 ] |
| 2012 | Premios Teatro del Mundo               | Mención especial                 | 4D óptico                       | Ganadora  | [ 18 ] |
| 2013 | Premios Estrella de Mar                | Mejor actriz                     | El hijo de puta del sombrero    | Nominada  | [ 19 ] |
| 2018 | Premios Teatro del Mundo               | Mejor dirección                  | Pundonor                        | Nominada  | [ 20 ] |
| 2018 | Premios Teatro del Mundo               | Mejor dramaturgia                | Pundonor                        | Nominada  | [ 20 ] |
| 2018 | Premios Teatro del Mundo               | Mejor actriz                     | Pundonor                        | Nominada  | [ 20 ] |
| 2019 | Premios Trinidad Guevara               | Mejor actriz                     | Pundonor                        | Nominada  | [ 21 ] |
| 2020 | Premios Sur                            | Mejor actriz de reparto          | Angélica                        | Nominada  | [ 22 ] |
| 2021 | Premio Konex                           | Unipersonal                      | Ella misma                      | Ganadora  | [ 23 ] |
| 2022 | Premios María Guerrero                 | Actuación unipersonal            | Pundonor                        | Nominada  | [ 24 ] |
| 2023 | Premios Sur                            | Mejor actriz de reparto          | El rapto                        | Nominada  | [ 25 ] |
| 2023 | Premios Sur                            | Mejor guion adaptado             | El rapto                        | Ganadora  | [ 25 ] |
| 2024 | Premios Martín Fierro de Cine y Series | Mejor actriz de reparto de drama | El rapto                        | Nominada  | [ 26 ] |
| 2024 | Premios Martín Fierro de Cine y Series | Mejor guion                      | El rapto                        | Nominada  | [ 26 ] |